# Adel Osseiran
 (novembre 2019).
Si vous disposez d'ouvrages ou d'articles de référence ou si vous connaissez des sites web de qualité traitant du thème abordé ici, merci de compléter l'article en donnant les références utiles à sa vérifiabilité et en les liant à la section « Notes et références ».
Adel Osseiran (en arabe : عادل عسيران) est un homme politique libanais né en 1905 et décédé en 1998.

## Biographie
Député chiite du Sud Liban entre 1943 et 1951, puis entre 1953 et 1964 et entre 1968 et 1992, il a joué un rôle important lors de la crise d’indépendance du Liban en 1943, quand il est arrêté par les Français avec les présidents Béchara el-Khoury, Riyad es-Solh et Camille Chamoun.
Entre 1953 et 1959, il préside le Parlement libanais.
Au cours de sa carrière, il a occupé différents postes ministériels :
- Ministre des Provisions, ministre du Commerce et de l’Industrie (1943-1944) dans le gouvernement de Riyad el Solh, sous la présidence de Béchara el-Khoury.
- Ministre de l’Intérieur (1969) et ministre de la Justice (1969-1970) dans les gouvernements de Rachid Karamé, sous la présidence de Charles Hélou.
- Ministre de la Justice (1974-1975) dans le gouvernement de Rachid Solh, sous la présidence de Soleimane Frangié.
- Ministre des Travaux publics et des Transports, ministre de l’Economie et du Commerce, ministre de l’Education nationale et des Beaux-arts, ministre du Plan et ministre de la Justice (1975-1976) dans le gouvernement de Rachid Karamé, sous la présidence de Soleimane Frangié.
- Ministre de la Défense et de l’Agriculture (1984-1988) dans les gouvernements de Rachid Karamé et Salim El-Hoss, sous la présidence d’Amine Gemayel.

Son fils Ali Osseiran est également un homme politique libanais.